# Desnudo de frente
Desnudo de frente es un óleo sobre lienzo obra del pintor español Ignacio Pinazo Camarlench. El cuadro puede contemplarse en el Museo Nacional de Cerámica y de las Artes Suntuarias González Martí de la ciudad de Valencia. La obra se fecha en torno a 1879 y 1880, ya que existe otra versión más pequeña fechada en 1880.
La obra representa una mujer desnuda de cuerpo entero, quien inclina ligeramente la cabeza, lo que impide ver su rostro, y sitúa su mano izquierda sobre su nuca. A sus pies se encuentra un lienzo blanco, y el fondo es difuso, con tonos ocres, marrones y rojizos.
Fue comparada con Friné, musa del escultor griego Praxíteles, y que le inspiró en varias obras que representaban a Afrodita, e incluso algunos autores contemporáneos se refirieron con ese nombre a la obra.